# Gerard van het Reve

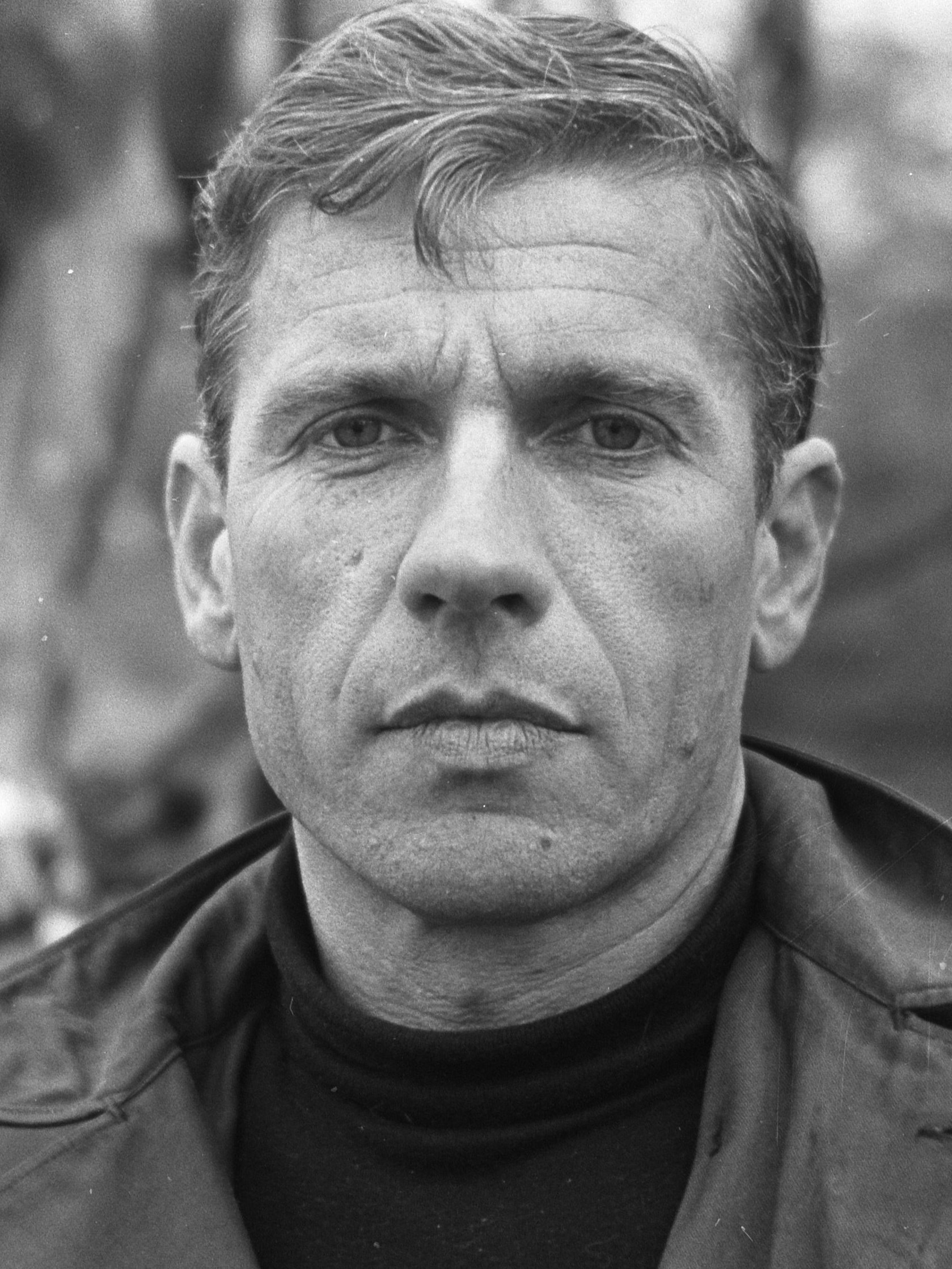
Gerard van het Reve.

Gerard van het Reve, född 14 december 1923 i Amsterdam, död 8 april 2006 i Zulte, Belgien, var en nederländsk författare.
Tillsammans med Harry Mulisch och Willem Frederik Hermans tillhör han "De Grote Drie" (De Stora Tre), de tre stora nederländska författare efter andra världskriget. Några kända böcker är De avonden (Kvällarna, 1947, på svenska 2008, Ersatz), Werther Nieland (1949) och Moeder en Zoon (Mor och son 1980).